# Łuskowo
Łuskowo [wusˈkɔvɔ] (tiếng Đức Lüskow) là một ngôi làng thuộc khu hành chính của Gmina Wolin, thuộc quận Kamień, West Pomeranian Voivodeship, ở phía tây bắc Ba Lan. Nó nằm khoảng 10 kilômét (6 mi) phía đông bắc của Wolin, 10 km (6 mi) phía tây nam Kamie Kam Pomorski và 56 km (35 mi) phía bắc thủ đô khu vực Szczecin.
Ngôi làng có dân số 200 người.